# Mesjanizm polski

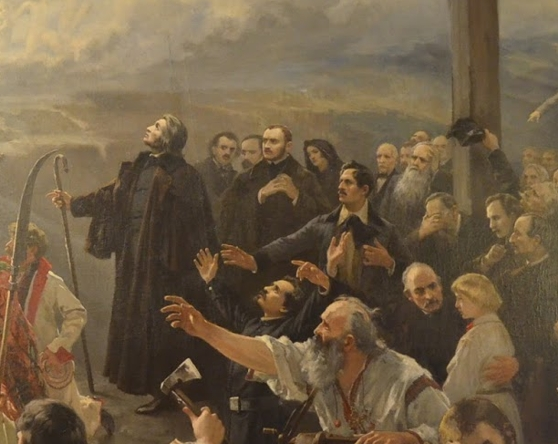
Adam Mickiewicz wiedzie polskich poetów. Za nim Juliusz Słowacki i Zygmunt Krasiński. Jan Styka, fragment obrazu Polonia (1891)

Mesjanizm – nurt literacko-filozoficzno-religijny w kulturze polskiej, którego największy rozkwit przypada na XIX wiek między powstaniem listopadowym a styczniowym.
Podobnie jak inne postacie mesjanizmu, mesjanizm polski opierał się na idei ziemskiego zbawienia ludzkości (eschatologia). W jego najbardziej rozpowszechnionej postaci zbawienie to wiązane było ściśle z narodem polskim i dokonywało się w procesie historycznym (filozofia historii). W przeciwieństwie do biblijnych postaci mesjanizmu, był to mesjanizm romantyczny, łączący w sobie refleksje filozoficzną, religijną i polityczną. Wyrażał się zarówno w traktatach, jak i dziełach literackich. Literatura i filozofia mesjanistyczna były istotnym składnikiem polskiego romantyzmu (czasem są z nim wręcz utożsamiane). Mesjanizm powstał jako ideologia narodu uciśnionego, szukającego w nim zarówno kompensacji własnych klęsk (poczucie własnej wyższości moralnej), jak i poszukującego dróg wyjścia z ucisku (funkcja mobilizacyjna) . Postulowany przezeń program polityczny oparty był na wyższości moralnej i duchowej, dzięki którym „sprawa polska” miała zatriumfować nad zaborcami.

## Nurty

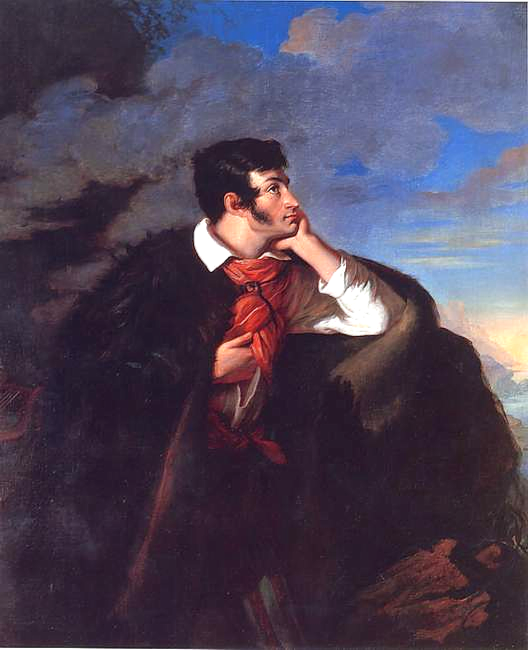
Walenty Wańkowicz, Portret Adama Mickiewicza na Judahu skale (1827–1828)

Polski mesjanizm jest szerokim i różnorodnym nurtem, którego poszczególni przedstawiciele znacząco różnili się między sobą. Historycy idei dzielą mesjanizmy według różnych kryteriów:
- mesjanizm parakletyczny (Józef Hoene-Wroński, August Cieszkowski) – ma charakter filozoficzny, dążący do stworzenia systemu filozoficznego, łączącego religię i filozofię. Filozofia jest sposobem zaprowadzenia Królestwa Bożego na Ziemi jako królestwa Ducha Świętego (parakleta). Mesjanistyczna filozofia miała przezwyciężać różnice między filozofią a religią, i łączyć elementy racjonalistyczne z duchowymi. Mesjanizmy parakletyczne miały charakter ewolucyjny, opisując zbawienie ludzkości jako dokonujące się w procesie historycznym w toku kolejnych epok[4]. Ten rodzaj mesjanizmu stara się rozumowo i filozoficznie dowieść swoich twierdzeń[5].
- mesjanizm perfekcjonizmu moralnego (Andrzej Towiański, Adam Mickiewicz) – jest to mesjanizm rewolucyjny, radykalnie irracjonalistyczny, krytykujący myślenie filozoficzne, podejście naukowe i racjonalne oraz przeciwstawiający im intuicję, objawienie, głębię uczucia czy doskonałość moralną. Przypisuje on duże znaczenie wybitnym jednostkom (genialnym, doskonałym moralnie, natchnionym), które prowadzą zbiorowości (przede wszystkim naród) do walki ze złem[6]. Ten rodzaj mesjanizmu podawał w wątpliwość wartość rozumowego dowodzenia twierdzeń, starając się zrealizować swoje wizje za pomocą czynu moralnego.
- mesjanizm poetycki (mesjanizm natchnienia) (Juliusz Słowacki, Zygmunt Krasiński) – był nurtem łączącym elementy obu powyższych. Przyznawał dużą rolę natchnieniu i mistycyzmowi, jednak nie przeciwstawiał ich ostro myśleniu racjonalistycznemu i filozofii. Natchniony poeta miał w tym nurcie pozycję uprzywilejowaną, wskazując kierunek rozwoju narodowi. Ten rodzaj mesjanizmu starał się wyrazić w natchnionej twórczości poetyckiej, wpływając na żywiołowy rozwój wielu nurtów literackich polskiego romantyzmu[5].

Inny podział bierze pod uwagę rodzaj podmiotu, który jest centralny dla danego nurtu. Zgodnie z tym wyróżnia się:
- mesjanizmy jednostkowe (indywidualne, osobowe) – przypisujące główną rolę wybitnym charyzmatycznym jednostkom (przywódcy religijni czy polityczni, poeci). Ten typ mesjanizmu prezentowali: Hoene-Wroński, Adam Mickiewicz w III części Dziadów.
- mesjanizmy zbiorowe – przypisujące główną rolę narodom. Ten typ mesjanizmu prezentują Księgi narodu polskiego i pielgrzymstwa polskiego Mickiewicza;
- mesjanizmy mieszane, w których ludzkość zbawiana jest przez wybitne jednostki i wybrane narody. Ten rodzaj mesjanizmu prezentowali: Juliusz Słowacki, Adam Mickiewicz w Prelekcjach paryskich.

## Rozwój idei
Głównym okresem rozwoju mesjanizmu, w którym ukształtowały się jego charakterystyczne cechy, jest okres pomiędzy powstaniem listopadowym a powstaniem styczniowym. Jest to okres mesjanizmu klasycznego. Poprzedzony on jest okresem premesjanistycznym (trzy pierwsze dekady XIX w.), w którym nie istniała jeszcze sama nazwa, ale w którym pojawiły się niektóre idee zapowiadające klasyczny mesjanizm. Idee rozwijające się od powstania styczniowego do II wojny światowej zaliczane są do okresu neomesjanistycznego .

### Korzenie
Chociaż mesjanizm polski uznawany jest za nurt bardzo oryginalny, to wiele aspektów upodabnia go do innych mesjanizmów. Pierwotną formą mesjanizmu jest narodowo-religijny mesjanizm żydowski, łączący wiarę w nadejście Mesjasza i przynależność do narodu wybranego. Chrześcijańskie mesjanizmy miały charakter millenarystyczny, opierając się na wierze w powtórne przyjście Mesjasza-Chrystusa, który miałby panować przez tysiąc lat przed nastaniem Sądu Ostatecznego. Mesjanizmy rozkwitły w romantyzmie, stawiając sobie za cel odnowienie duchowości i religii w opozycji zarówno do myślenia oświeceniowego, jak i do instytucjonalnej religii reprezentowanej przez Kościół katolicki. O ile w myśli oświeceniowej silne były wątki empiryczne i racjonalistyczne, to romantyzm podkreślał rolę emocji i wyobraźni.
Mesjanizm polski, obok francuskiego i niemieckiego był najżywotniejszą postacią romantycznego mesjanizmu. Był tworzony przede wszystkim w polskich środowiskach emigracyjnych przebywających we Francji po powstaniu listopadowym. Pod względem filozoficznym czerpał z wielu stanowisk filozoficznych: francuskiej filozofii religijno-społecznej, niemieckiego idealizmu, mistycyzmu Jakoba Böhmego i Emanuela Swedenborga, sarmatyzmu i słowianofilstwa. Dodatkowo szukano racjonalizacji upadku państwa polskiego, represji po powstaniu listopadowym i własnej słabości wobec zaborców. Znajdowano ją w podkreślaniu własnej wyższości moralnej, traktowaniu nieszczęść i cierpienia jako sił oczyszczających, czy interpretacji własnego losu w kategoriach biblijnego odkupienia grzechów. Sprzyjało to powstawaniu dzieł literackich i filozoficznych podkreślających wyjątkową misję historyczną narodu polskiego i mitologizujących polską przeszłość. W związku z warunkami społecznymi i politycznymi, polski romantyzm uzyskał charakter krytyczny, czy wręcz rewolucyjny wobec rzeczywistości (w przeciwieństwie np. do mesjanizmu niemieckiego, który rzeczywistość afirmował).
Pewne elementy filozofii mesjanistycznej można znaleźć na początku XIX w. w twórczości Jana Pawła Woronicza. W okresie przed powstaniem listopadowym idee premesjanistyczne wyrażali m.in. Józef Gołuchowski, Joachim Lelewel czy Maurycy Mochnacki.

### Józef Hoene-Wroński

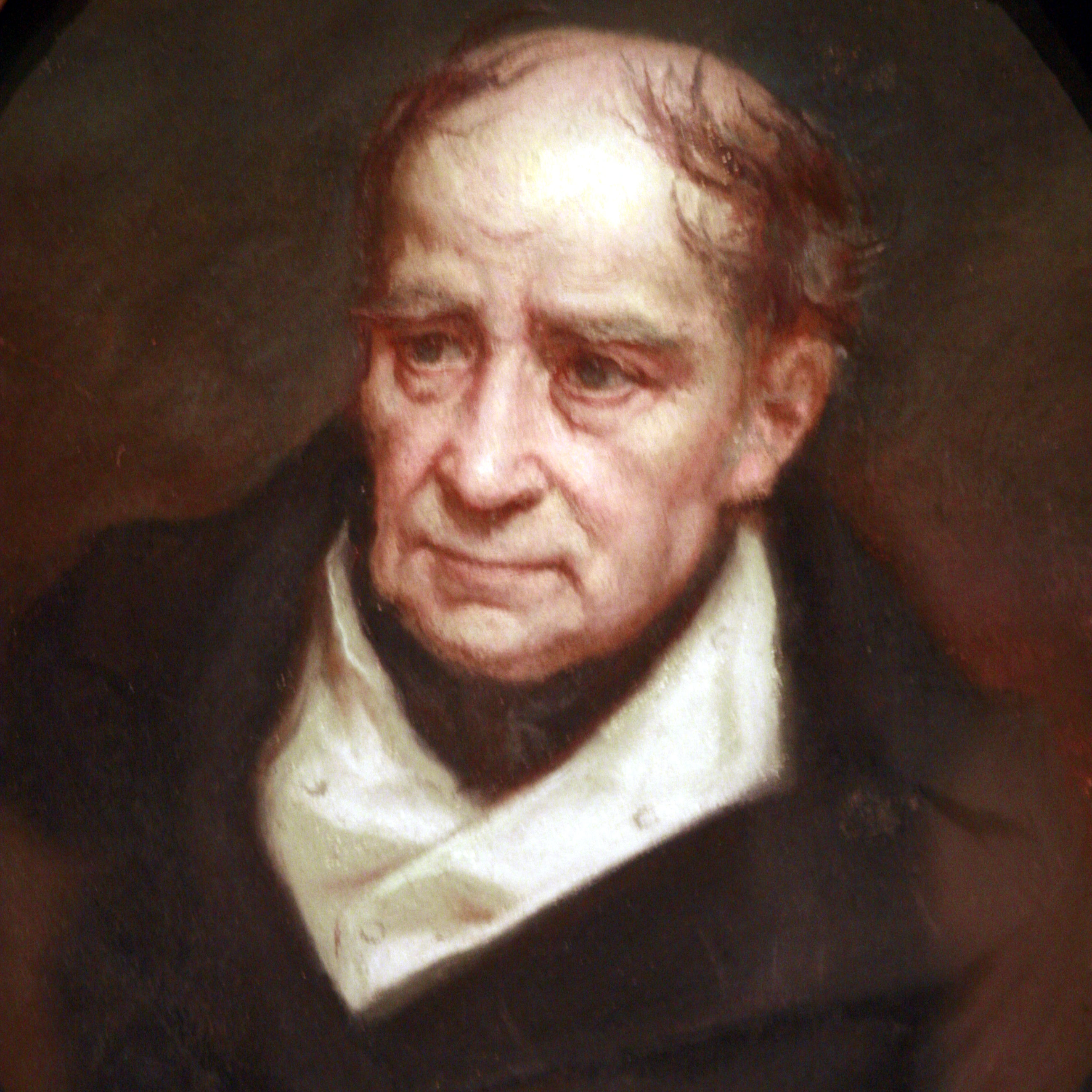
Laurent-Charles Maréchal, Portret Józefa Hoene-Wrońskiego (1845)

Pierwszą wyraźną artykulacją idei mesjanizmu była twórczość Józefa Hoene-Wrońskiego, który jako pierwszy w kulturze polskiej użył tego terminu w liście do papieża Leona XII (1827) , a w druku od 1831 w odniesieniu do własnej filozofii.
Filozofia Józefa Hoene-Wrońskiego określana jest mianem „filozofii absolutnej” lub właśnie „mesjanizmu”. Był to oryginalny i rozbudowany system filozoficzny rozwijany w licznych, pisanych w języku francuskim pracach. Autor, wychodząc od krytyki Hegla i Kanta, stworzył historiozoficzny system w którym wskutek postępu dochodzić miało do połączenia filozofii, religii (wypływającej z chrześcijaństwa, ale nie tożsamej z nim), reformy nauk, wyjaśnienia celu dziejów oraz osiągnięcia pełni człowieczeństwa. Mesjanizm ten był „filozofią absolutną”, wypełniającą obietnicę daną ludzkości przez Mesjasza-Chrystusa . Mesjanizm Hoene-Wrońskiego nie miał charakteru mistycznego, jak dominujący później nurt mesjanizmu romantycznego, lecz filozoficzny, i dla odróżnienia nazywany jest czasem mesjanizmem naukowym.
System filozoficzny Hoene-Wrońskiego nie znalazł od razu kontynuatorów. Dopiero w latach 40. XIX wieku został doceniony przez Adama Mickiewicza i Antoniego Bukatego, a za nimi przez innych autorów. Mesjanizm Mickiewicza i Towiańskiego, tworzący główny nurt tej idei, znacząco różnił się jednak od filozofii Hoene-Wrońskiego, przejmując od niej tylko pewne elementy i samą nazwę, traktując mesjanizm szerzej i nadając mu charakter narodowo-mistyczny. Sam Hoene-Wroński odrzucał taką interpretację mesjanizmu w Adresse aux nations civilisées (1848), a Mickiewiczowi zarzucał plagiat i kompromitację swoich idei .
Filozofia Hoene-Wrońskiego, pozostająca odrębną i uboczną postacią mesjanizmu, znajdowała jednak zwolenników aż do XX w., kiedy romantyczny mesjanizm był już tylko nurtem historycznym. Do współczesnych zwolenników mesjanizmu Wrońskiego należeli Paulin Chomicz, Czesław Jastrzębiec-Kozłowski i Jerzy Braun, którzy powołali w dwudziestoleciu międzywojennym Instytut Mesjaniczny. Poza Polską zwolennikami Hoene-Wrońskiego był m.in. Francis Warrain. Pisma Wrońskiego czytane też były przez Charles’a Baudelaire’a i cesarza Piotra II.

### August Cieszkowski

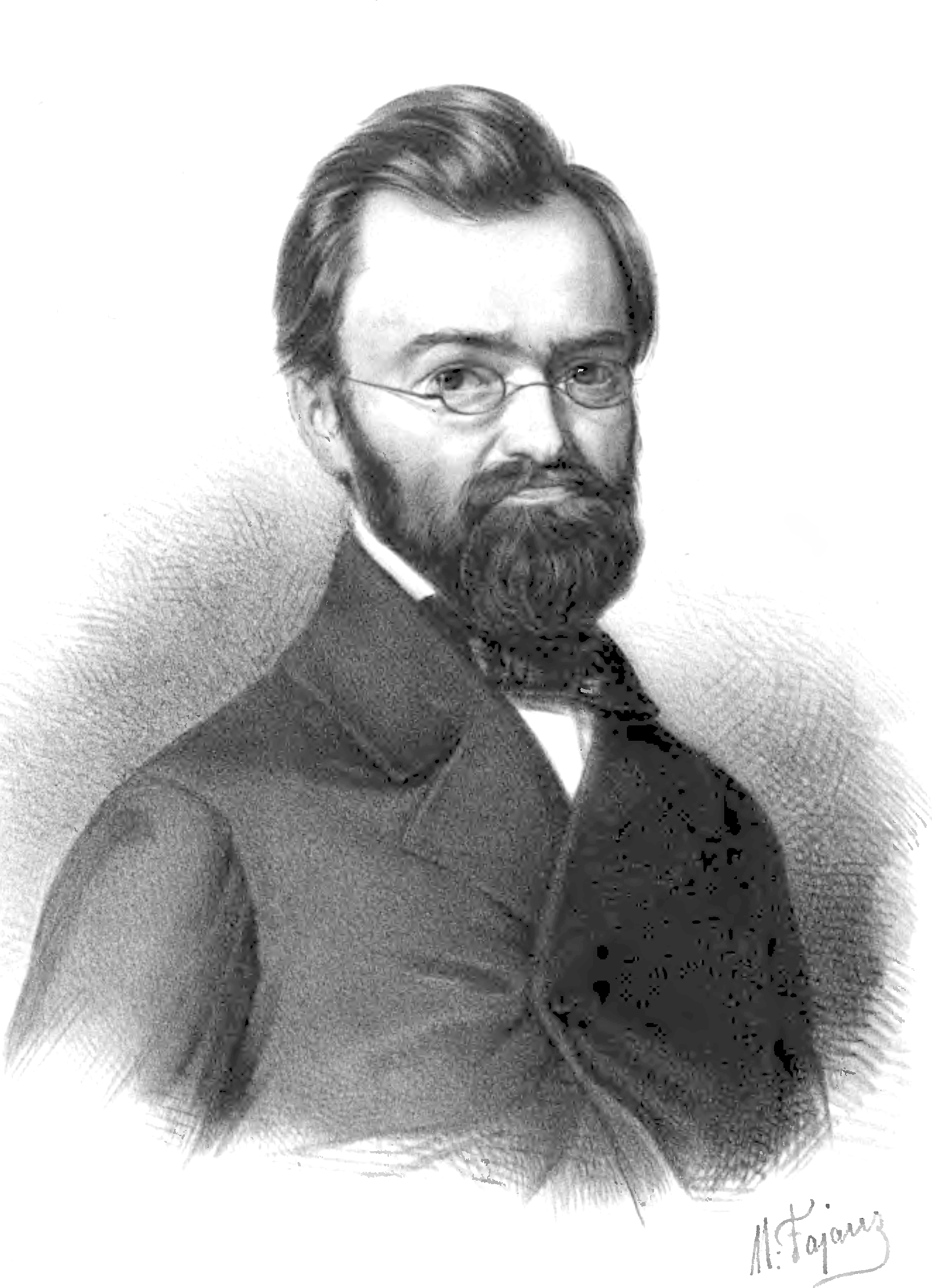
August Cieszkowski (litografia Maksymiliana Fajansa)

Filozofia Augusta Cieszkowskiego powstawała niezależnie od dwóch innych źródeł mesjanizmu – filozofii Hoene-Wrońskiego i kręgu towiańczyków. Z kolei sam Cieszkowski miał wpływ na innych mesjanistów, poprzez sformułowanie założeń filozofii czynu, a bezpośrednio na Zygmunta Krasińskiego, który uważał go za swojego mistrza i powiernika. Cieszkowski obracał się w kręgu filozofii niemieckiej (po niemiecku ogłosił też wiele swoich prac) i jest jednym z najważniejszych przedstawicieli wczesnego heglizmu, mającym istotny wpływ na rozwój filozofii Karola Marksa.
Mesjanizm jest tylko jednym z elementów rozbudowanej filozofii Cieszkowskiego. W takich pracach jak Prolegomena do historiozofii (1838), Bóg i palingeneza (1842) i Ojcze-nasz (1848), Cieszkowski starał się zbudować system historiozoficzny. Podobnie do millenarystów, Cieszkowski dzielił dzieje na trzy epoki, odpowiadające Trójcy Świętej. W trzeciej epoce, epoce Ducha Świętego, nastąpić miało odnowienie moralne ludzkości i zapanować miała uniwersalna „religia Parakleta”. Postęp przez epoki następuje w drodze ewolucji i ma charakter moralno-religijny. Cieszkowski odchodził od stanowiska katolickiego, uważał, że zbawienie przez Chrystusa jest procesem jeszcze nie zakończonym i dokonuje się również na Ziemi (a nie tylko w zaświatach).

### Adam Mickiewicz

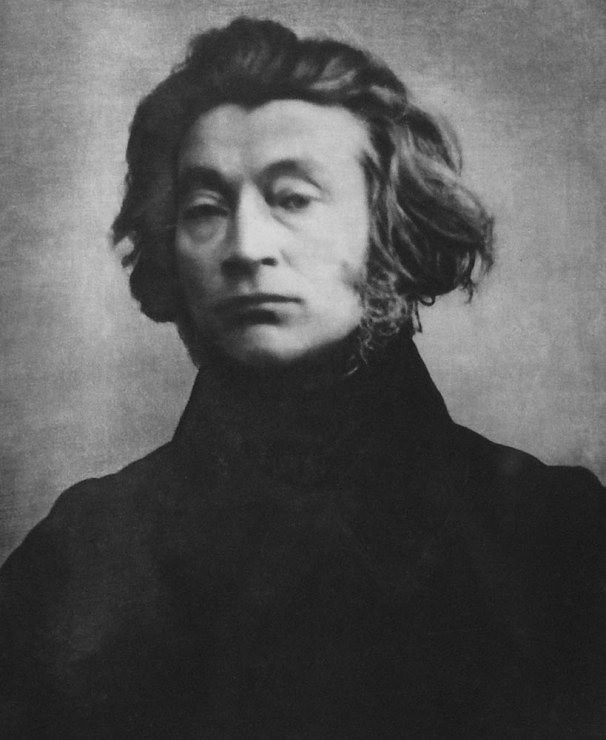
Adam Mickiewicz w okresie prelekcji paryskich (1840-1844). Dagerotyp

Mesjanistyczne idee Adama Mickiewicza, ze względu na wysoką formę literacką w jakiej zostały zaprezentowane, a także ze względu na jego rolę w kulturze narodowej, zadecydowały o znaczeniu mesjanizmu dla polskiego romantyzmu, a także o jego zasadniczej formie. Mickiewicz zaczerpnął od Hoene-Wrońskiego nazwę mesjanizm, jednak nadał jej odmienne treści i narodowy wymiar. W Prelekcjach paryskich Mickiewicz nazwał mesjanizmem filozofię swoją oraz Towiańskiego. Mickiewiczowi przypada też zasługa rozpowszechnienia idei mesjanistycznych, natomiast filozofia Hoene-Wrońskiego stopniowo została zmarginalizowana.
Mesjanistyczna twórczość Mickiewicza nie jest jednorodna i zauważyć w niej można ewolucję poglądów. W poszczególnych dziełach, odmienny jest np. podmiot, któremu przypisywana jest moc prowadzenia do zbawienia. W III Części Dziadów jest to wybitna jednostka („mąż 44”), natomiast w Księgach narodu polskiego i pielgrzymstwa polskiego cierpiący naród polski („Polska Chrystusem narodów”). W Prelekcjach paryskich Mickiewicz zsyntetyzował te dwa pojęcia, wskazując, że wybitne jednostki i narody prowadzą ludzkość do zbawienia. Szczególne role pełnią narody słowiańskie (przede wszystkim Polacy), oraz Francuzi. Mickiewicz wskazywał narodom słowiańskim drogę wspólnej aktywności politycznej alternatywną wobec zdominowanego przez Rosję ruchu panslawistycznego.
Mickiewicz wypracował podstawy swojej koncepcji samodzielnie, natomiast od 1841 znalazł się w sferze wpływów Andrzeja Towiańskiego. Mesjanizm ten przeciwstawia się idei nowej religijności, opartej na spirytualizmie Ducha, istniejącej w racjonalistycznych, postoświeceniowych nurtach filozofii europejskiej . Mickiewicz krytykuje nie tylko „zmurszałe trony Europy”, ale także nowoczesny racjonalizm, liberalizm i materializm. Jego wizja ma charakter mistyczny, teokratyczny i konserwatywno-romantyczny. Idealizowane są przepojone religijnością średniowiecze i ustrój szlachecki.
Naród polski wypełnić ma rolę Chrystusa. Ma poprzez swoje cierpienie i posłannictwo (pielgrzymstwo) wskazać ludzkości drogę do wolności i odnowy moralnej i religijnej. Nieortodoksyjna, mistyczna religijność poety stała się źródłem oskarżeń go o heretyckość, a niektóre z jego dzieł umieszczono na Indeksie ksiąg zakazanych. Współcześnie pojawiają się również bardziej ortodoksyjne interpretacje tej twórczości, wskazujących na jej reformatorski charakter wyprzedzający dorobek II soboru watykańskiego.
W 1841 Mickiewicz spotkał Towiańskiego i został jego zwolennikiem. Poeta wystosował list do emigrantów wzywający do przybycia na uroczystą mszę do kościoła Notre-Dame 27 września 1841. Mickiewicz stał się drugą po Towiańskim osobą w Sprawie Bożej, a jego znaczenie jeszcze wzrosło po wydaleniu Towiańskiego z Francji. W porównaniu z nim, Mickiewicz podkreślał konieczność rzeczywistego działania, podkreślając polityczny charakter ruchu i rolę kwestii narodowej, przeciwstawiał się zbliżeniu z Rosją i bardziej radykalnie odchodził od Kościoła katolickiego. Najpełniejszy wyraz idee te znalazły w jego wykładach w Collège de France poświęconych formalnie literaturom słowiańskim, a w rzeczywistości będących wykładem filozofii historii Mickiewicza (Prelekcje paryskie). Spór o przywództwo, różnice ideowe między Towiańskim a Mickiewiczem, a także napięcia w Kole spowodowane zbyt daleko idącą kontrolą życia osobistego uczestników, doprowadziły ostatecznie do wystąpienia Mickiewicza ze Sprawy Bożej (1846).
Od 1848 Mickiewicz bezskutecznie starał się o utworzenie Legionu Polskiego, początkowo w Rzymie, a następnie w Turcji. Programowym dokumentem Legionu był napisany przez Mickiewicza w 1848 Skład zasad, który był również projektem mesjanistycznej konstytucji przyszłego państwa polskiego.

### Andrzej Towiański i Sprawa Boża

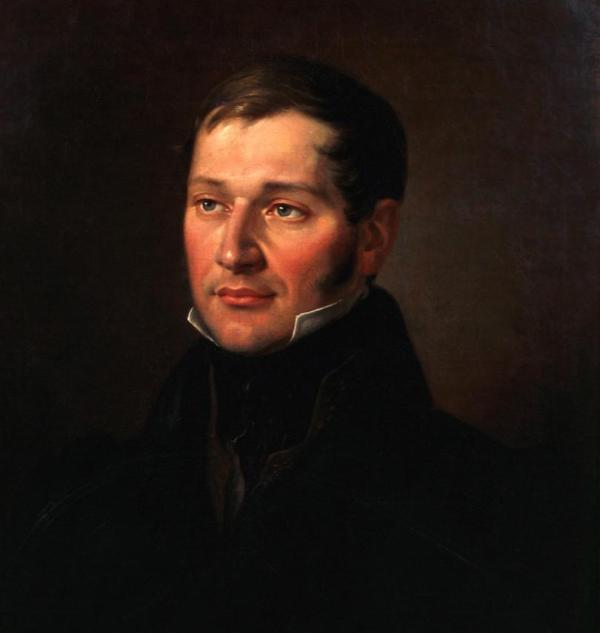
Portret Andrzeja Towiańskiego (Walenty Wańkowicz, przed 1842)

Mesjanizm Towiańczyków (Andrzeja Towiańskiego i jego zwolenników) jest zjawiskiem wyjątkowym pośród różnych postaci polskiego mesjanizmu, ponieważ jest nie tylko ideologią, ale i zorganizowanym ruchem filozoficzno-polityczno-religijnym. Ruch ten starał się wcielać idee w życie, a jednocześnie problemy które się pojawiały w praktyce wywierały wpływ na treść doktryny.
Andrzej Towiański, pochodzący z litewskiej prowincji, nie był głębokim myślicielem ani uzdolnionym pisarzem. Jego wiedza i oczytanie były mocno ograniczone. Idee, na które się powoływał, zostały sformułowane przez innych filozofów, a Towiański przejmował je często w postaci powierzchownej, tak jak funkcjonowały w świadomości potocznej czy współczesnym mu obiegu intelektualnym. Źródłem jego wpływu była osobista charyzma, którą potrafił nagiąć wolę innych i przekonać ich o autentyczności swojego powołania (przypisywano mu moc przemawiania „tonem morzącym”). To dzięki temu osobistemu wpływowi Towiański zgromadził wokół siebie duże grono wybitnych przedstawicieli kultury polskiej, nazywane Kołem Sprawy Bożej lub towiańczykami. Towiańczykami byli Adam Mickiewicz, Juliusz Słowacki, Zygmunt Krasiński czy Seweryn Goszczyński. Ważną rolę w Kole grały kobiety, m.in. Celina Mickiewiczowa i Ksawera Deybel.
Początkiem działalności Towiańskiego był rok 1834, kiedy to zetknął się z pismami mesjanistycznymi Mickiewicza i utożsamił się z zapowiadanym w tych pracach mężem opatrznościowym. W 1841 Towiański skłonił do poparcia Mickiewicza, który wystosował do polskiej emigracji list zapraszający na mszę do kościoła Notre-Dame 27 września 1841. Wtedy też działalność Towiańskiego przestała ograniczać się do pojedynczych osób i został zainaugurowany Ruch Sprawy Bożej, którego przywódcą i prorokiem („Mistrzem”) został Towiański. Mickiewicz został mianowany „bratem-Wieszczem” i miał bardzo duży wpływ na działanie Koła, szczególnie po wydaleniu Towiańskiego z Francji.
Koło zorganizowane było w formie sekty i w ogromnym stopniu kontrolowało życie swoich członków. Różnice ideowe (w szczególności między Towiańskim a Mickiewiczem) i napięcia osobiste, powodowały odejście z Koła poszczególnych członków. Po odejściu Mickiewicza w 1846, Koło miało coraz mniejsze znaczenie wśród emigracji, choć jego działalność przerwała dopiero śmierć samego Towiańskiego w 1878.
Towianizm był nurtem perfekcjonistycznym, w którym szczególną rolę miały pełnić doskonałe moralnie jednostki. Choć pod względem ideowym, mesjanistyczna historiozofia towianizmu, łączona była z romantyczną filozofią czynu, to na tym gruncie zarysowały się różnice między Towiańskim i Mickiewiczem. Towiański sprzeciwiał się przeciwstawianiu się złu za pomocą przemocy (np. w postaci powstań narodowych) i powstrzymywał członków Koła przed aktywnością polityczną.
Nauki Towiańskiego traktowane były jako całościowy światopogląd, łączący teorię z praktyką, religię z filozofią, jednostkę ze wspólnotą (narodem) i ducha z materią. Mesjanizm Towiańskiego zapowiadał epokę zgody narodów i religii. Przywódcza rola przypisywana tu była Polakom i Francuzom, jednak ważne role pełnili także (podobnie jak u Mickiewicza) Żydzi, oraz Rosjanie (z którymi Towiański szukał pojednania, wbrew opinii Mickiewicza). Pod względem religijnym, Towiański odchodził od katolickiej ortodoksji, dążąc do przemiany „Kościoła urzędowego” i zbliżenia chrześcijaństwa z judaizmem. Towiańczycy podejmowali próby rozmów w tej sprawie z papieżem Grzegorzem XVI i środowiskami żydowskimi (główną rolę grał tu towiańczyk Gerszon Ram), które jednak nie dały wyraźnych rezultatów. Wiele idei towianizmu było bardzo odległych od chrześcijaństwa (m.in. wiara w metempsychozę duchów realizujących się w ludzkiej historii), jednak do zerwania z katolicyzmem czy określenia towianizmu mianem herezji nie doszło.

### Juliusz Słowacki

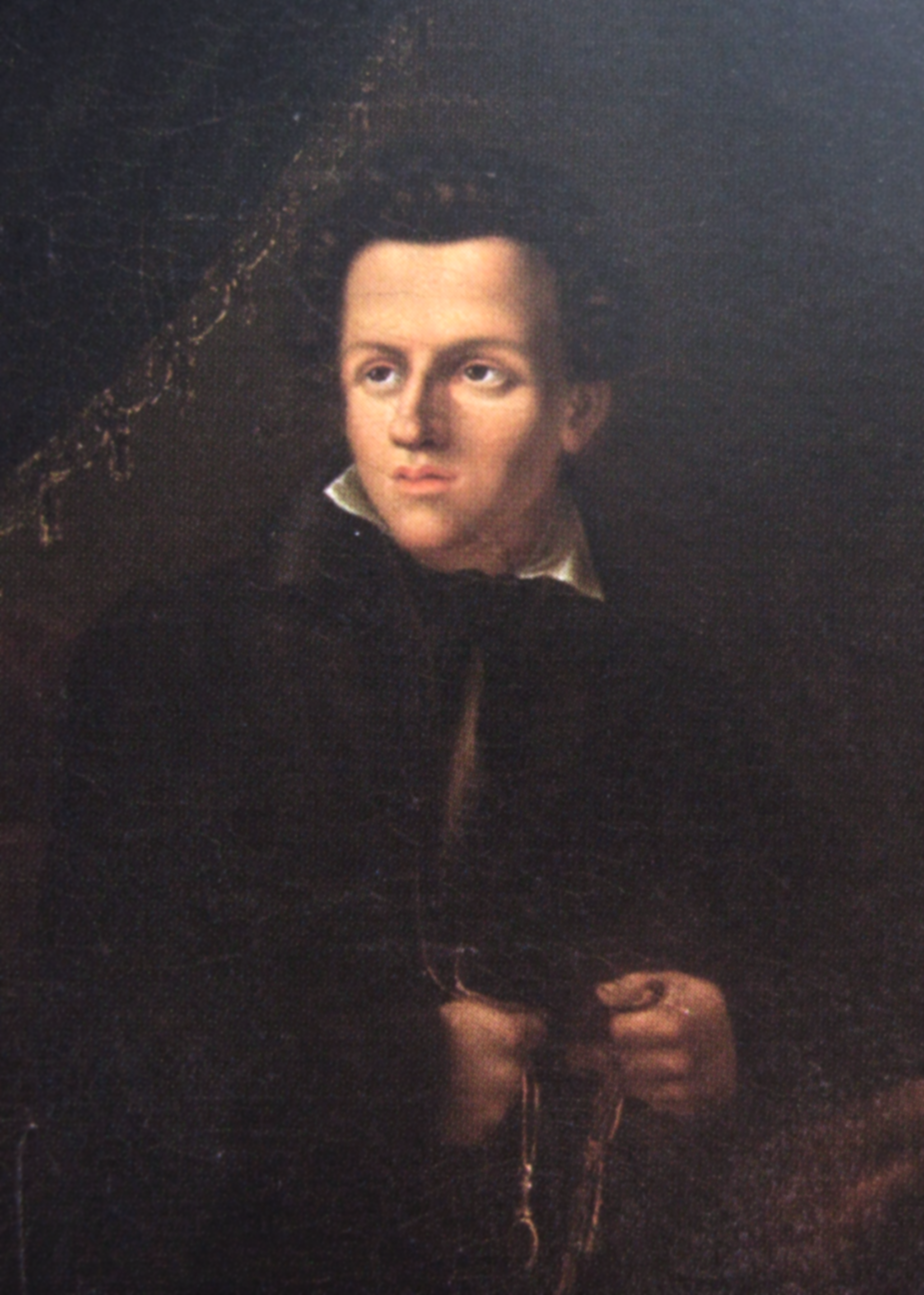
Portret Juliusza Słowackiego (Tytus Byczkowski, 1831).

Mesjanizm jest istotnym elementem twórczości Juliusza Słowackiego. W formie był podobny do mesjanizmu Mickiewicza (z którym konkurował) i Towiańskiego (któremu zawdzięczał inspiracje i któremu początkowo dedykował Króla-Ducha). Słowacki należał przez pewien czas do Koła Sprawy Bożej, wystąpił z niego jednak, sprzeciwiając się ograniczeniom wolności osobistej członków i zbyt przychylnym stosunkiem Towiańskiego do Rosji. Myśl Słowackiego jest właściwie całkowicie sformułowana w formie literackiej: w dramatach historycznych, poematach i wierszach. W Kordianie formułuje ideę Polski jako Winkelrieda Narodów, porównując ją do fikcyjnego średniowiecznego bohatera Arnolda Winkelrieda, który swoją śmiercią umożliwił zwycięstwo Szwajcarów nad Austriakami. Była to polemika z przedstawioną przez Mickiewicza ideą Polski jako Chrystusa Narodów. Koncepcja Słowackiego zakładała aktywne działanie (a nie pasywne cierpienie), a sam Winkelried poprzez swoją śmierć (a nie zmartwychwstanie) prowadzi do wolności narodów Europy.
Podobnie jak u Mickiewicza i Towiańskiego, mesjanizm Słowackiego jest perfekcjonistycznym spirytualizmem. Łączył w sobie romantyczne przekonanie o roli natchnienia i otwarcia na sferę mistyczną, które dostępne były wybitnym poetom, z chęcią stworzenia kosmogoniczno-spirytualistycznego systemu filozoficznego (filozofia genezyjska), w której „duch globowy” rozwijał się poprzez kolejne swoje manifestacje w przyrodzie i ludzkich działaniach (metempsychoza). Duchy, w pełnym cierpienia i pracy procesie historycznym doskonalą się moralnie, dochodząc stopniowo do samoświadomości i ostatecznie do doskonałości moralnej ludzkości i jej instytucji. Istotnymi instrumentami tego rozwoju ducha są narody, a szczególnie naród polski, symbolizujący dzieje powszechne i mający ustanowić ustrój idealny.

### Zygmunt Krasiński
Zygmunt Krasiński, podobnie jak Mickiewicz i Słowacki, był członkiem Koła Sprawy Bożej Towiańskiego, stosunkowo szybko jednak z niego odszedł. Jego mesjanizm miał też wyraźnie odrębną formę, na którą, obok polskich romantyków, wpłynęli: heglizm, Friedrich Wilhelm Joseph von Schelling i myśliciele francuscy. Duży wpływ na Krasińskiego miał August Cieszkowski, przyjaciel i mistrz Krasińskiego. Duże znaczenie miały też konserwatyzm i katolicyzm Krasińskiego, który, w przeciwieństwie do wielu polskich mesjanistów, starał się pozostawać w obrębie religijnej ortodoksji.

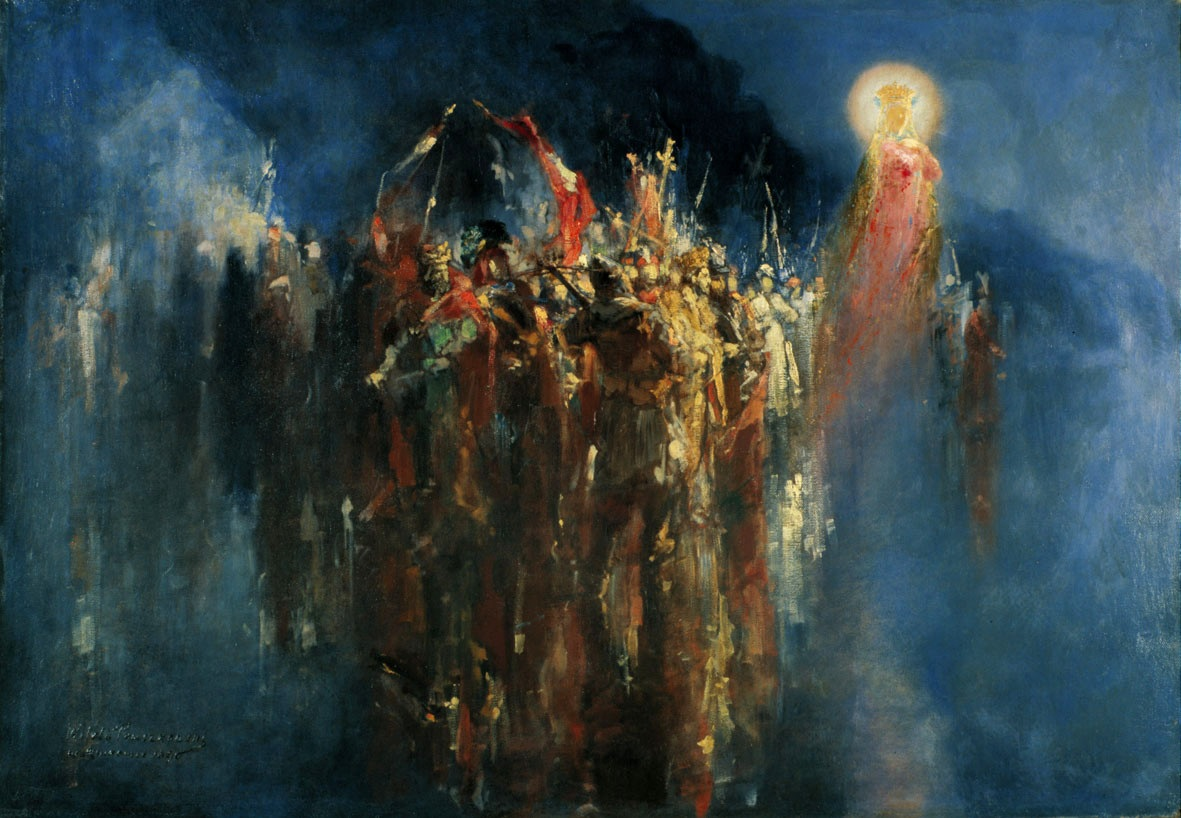
Wizja Witolda Pruszkowskiego (1890) na podstawie Przedświtu Zygmunta Krasińskiego.

Idee mesjanistyczne Krasińskiego zostały zawarte przede wszystkim w poemacie Przedświt (1841–1843), Traktacie o Trójcy (1841/1842) i w Nie-boskiej komedii (1833).
Krasiński, podobnie do Cieszkowskiego, opisuje proces historyczny jako następstwo trzech epok, odpowiadającym Trójcy Świętej. W przeciwieństwie do Cieszkowskiego, rozciąga drugą epokę – epokę Syna (Logosu) – na cały okres historyczny, jako czas pracy, cierpienia i zbierania zasług. Poprzedzająca ją epoka Ojca to epoka prehistoryczna, natomiast epoka Ducha Świętego, to epoka posthistoryczna. Szczególną rolę w procesie dziejowym przypisuje narodowi polskiemu, którego cierpienie czyni Chrystusem narodów. Męczeństwo Polski dla duchów zbiorowych (narodów) jest tym samym czym męczeństwo Chrystusa dla duchów indywidualnych. Krasiński zdawał sobie sprawę z możliwego konfliktu tych tez z katolicką ortodoksją i powstrzymał się przed publikowaniem Traktatu o Trójcy, uzależniając ją od pozytywnej opinii zakonu Zmartwychwstańców. Opinia przez nich wydana była negatywna i Krasiński, podporządkowując się jej, zaprzestał dalszego rozwijania idei, przechodząc stopniowo na coraz bardziej konserwatywno-katolickie stanowisko i stopniowo odsuwając się od Cieszkowskiego.

### Inni
Do innych przedstawicieli mesjanizmu, z okresu jego największego rozkwitu, należeli: Ludwik Królikowski (wydawca w 1843–1846 mesjanistycznego pisma emigracyjnego Polska Chrystusowa), Florian Bochwic, Konstanty Danielewicz, Bronisław Trentowski, Karol Libelt, Cyprian Kamil Norwid. Niejednokrotnie polemicznie odnosili się oni do wcześniejszych mesjanistów. Np. Norwid krytykował ich za tendencje heretyckie wobec chrześcijaństwa, rewolucjonizm, megalomanię i nadmierne podkreślanie cierpienia.

### Neomesjanizm

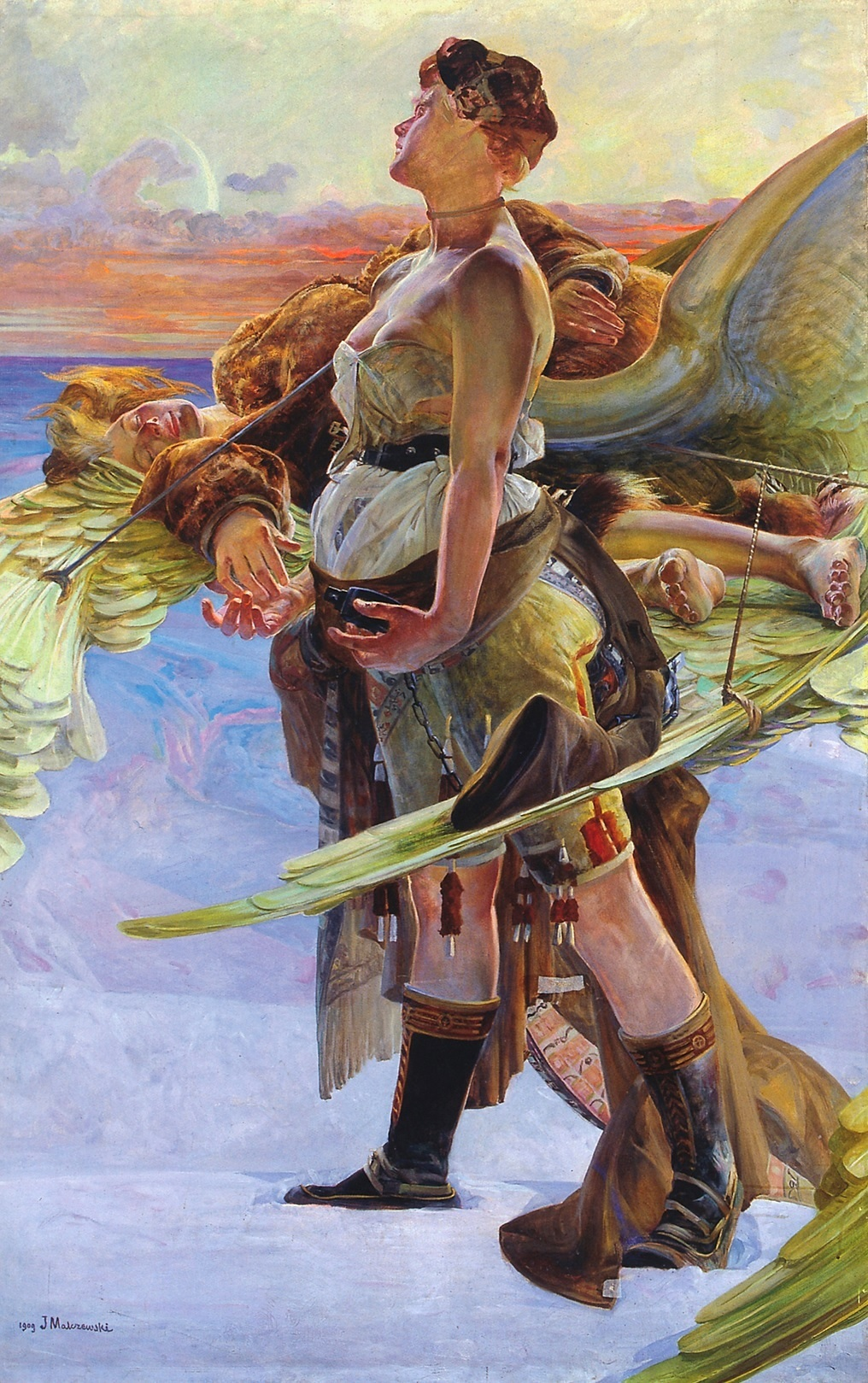
Eloe (postać z Anhellego Juliusza Słowackiego), olej na płótnie Jacka Malczewskiego (1909).

Od upadku powstania styczniowego, mesjanizm wchodzi w fazę schyłkową. Nie tylko traci na popularności, ale jest powszechnie krytykowany i obwiniany, oraz uznawany – jako program polityczny i religijny – za błędny.
Na przełomie XIX i XX w. następują powrót zainteresowania mesjanizmem i próba syntetycznego ujęcia jego różnych nurtów. Stanowisko to określa się jako neomesjanizm, a jego przedstawicielami są Wojciech Dzieduszycki, Stanisław Szczepanowski, Ludwik Posadzy, Marian Zdziechowski czy Wincenty Lutosławski. W dwudziestoleciu międzywojennym odrodziło się też zainteresowanie filozofią Hoene-Wrońskiego (Paulin Chomicz, Czesław Jastrzębiec-Kozłowski i Jerzy Braun) . Pewne elementy mesjanistyczne można odnaleźć w pismach Józefa Piłsudskiego czy Karola Wojtyły. W tym okresie zmianie ulega pojęcie narodu, z historycznej wspólnoty etnicznej, na wspólnotę religijną. Katolicyzm staje się podstawą polskiej tożsamości narodowej, a misją Polski zostaje określone sąsiedztwo z dwoma wrogimi żywiołami: protestanckimi Niemcami i prawosławną Rosją .

## Odniesienia w kulturze

### Literatura
Idee mesjanistyczne były często wyrażane w dziełach literackich, a wielu czołowych mesjanistów było wybitnymi pisarzami. Tematykę tę podejmowali również późniejsi pisarze.
- Antoni Lange w 1895 opublikował zbiór wierszy Logos, w którym w kolejnych sonetach przedstawił główne postacie i idee mesjanizmu.
- Węgierski pisarz György Spiró opublikował w 2007 powieść Mesjasze, w której przedstawił środowisko Towiańczyków.

### Sztuki plastyczne
Idee mesjanistyczne i wyrażające je dzieła literackie były źródłem inspiracji wielu artystów, szczególnie Witolda Pruszkowskiego i Jacka Malczewskiego.